# Kangaroo Creek Reservoir
Kangaroo Creek Reservoir är en reservoar i Australien. Den ligger i delstaten South Australia, omkring 18 kilometer nordost om delstatshuvudstaden Adelaide. Kangaroo Creek Reservoir ligger 232 meter över havet. Arean är 1,0 kvadratkilometer. Den sträcker sig 0,8 kilometer i nord-sydlig riktning, och 1,1 kilometer i öst-västlig riktning.
I omgivningarna runt Kangaroo Creek Reservoir växer huvudsakligen savannskog. Runt Kangaroo Creek Reservoir är det ganska glesbefolkat, med 36 invånare per kvadratkilometer. Genomsnittlig årsnederbörd är 593 millimeter. Den regnigaste månaden är juli, med i genomsnitt 95 mm nederbörd, och den torraste är december, med 13 mm nederbörd.